# قميص يسوع

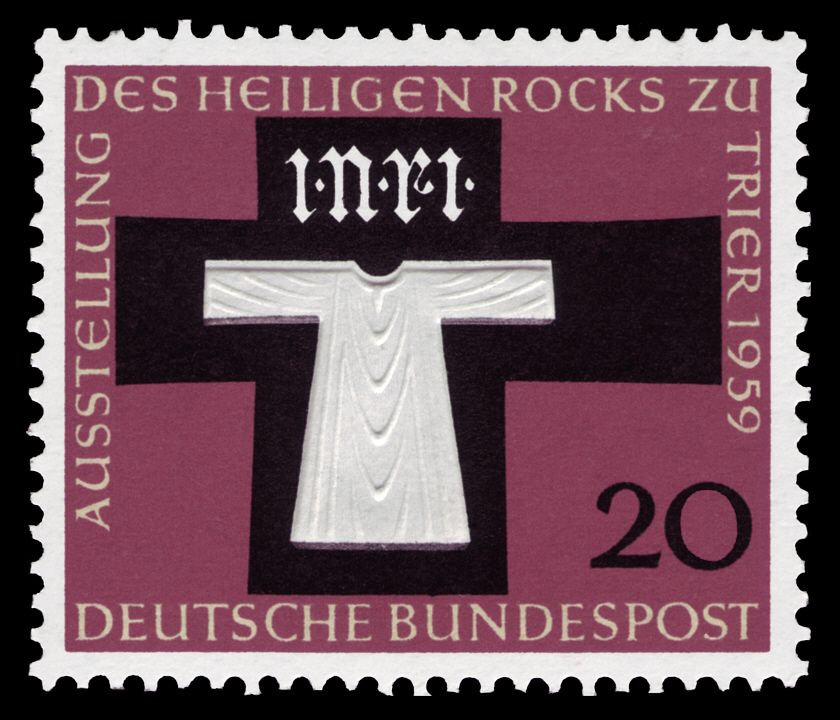
طابع القميص المقدس 1959

قميص يسوع غير المخيط أو القميص المقدس هو القميص الذي قيل ان يسوع لبسه قبل وخلال صلبه
حسب إنجيل يوحنا لم يقسم الجنود قميص يسوع بينهم لأنه كان منسوجا من قطعة واحدة بغير خياطة لذا اقترعوا بينهم عليه
ثُمَّ إِنَّ الْعَسْكَرَ لَمَّا كَانُوا قَدْ صَلَبُوا يَسُوعَ أَخَذُوا ثِيَابَهُ وَجَعَلُوهَا أَرْبَعَةَ أَقْسَامٍ لِكُلِّ عَسْكَرِيٍّ قِسْماً. وَأَخَذُوا الْقَمِيصَ أَيْضاً. وَكَانَ الْقَمِيصُ بِغَيْرِ خِيَاطَةٍ مَنْسُوجاً كُلُّهُ مِنْ فَوْقُ. فَقَالَ بَعْضُهُمْ لِبَعْضٍ: «لاَ نَشُقُّهُ بَلْ نَقْتَرِعُ عَلَيْهِ لِمَنْ يَكُونُ». لِيَتِمَّ الْكِتَابُ الْقَائِلُ: «اقْتَسَمُوا ثِيَابِي بَيْنَهُمْ وَعَلَى لِبَاسِي أَلْقَوْا قُرْعَةً». هَذَا فَعَلَهُ الْعَسْكَرُ.
إنجيل يوحنا 19 : 23-24 مقتبسا النسخة السبعونية للمزامير 21 : 18 -19

## التقليد الغربي
يوجد القميص الآن في ترير الألمانية حسب اعتقاد الكنيسة الرومانية الكاثوليكية، لا يعرف بتأكيد تاريخ القميص قبل القرن 12. هو عادة مخبأ لكنه عرض للعامة في السنوات: 1513, 1514, 1515, 1516, 1517, 1524, 1531, 1538, 1545, 1655, 1810, 1844, 1891, 1933, 1959, 1996.
اخر عرض 1996 شاهد القميص أكثر من مليون حاج وزائر

## التقليد الشرقي
حسب الكنيسة الجورجية الأرثوذكسية اشترى القميص يهودي جورجي كان في القدس عند وقت الصلب واحضره إلى جورجيا حيث يحفظ حتى اليوم في كاثدرائية Svetitskhoveli
تحتفل الكنيسة الروسية الأرثوذكسية بوضع قميص الرب المشرف في موسكو يوم 10 تموز. في هذا اليوم كل سنة يخرج القميص ويوضع ليقدسه الناس خلال القداسات